# 阿波羅尼烏斯 (阿波羅尼烏斯之子)
阿波羅尼烏斯 （前二世紀人物），他是塞琉古帝國德米特里一世的好友，也是他的義兄弟。
當前175年德米特里一世還是10歲前往羅馬為人質時，阿波羅尼烏斯也陪同一起前往，一起成長並提供建議給德米特里。他的父親阿波羅尼烏斯是塞琉古四世的夥友，曾官至柯里敘利亞兼腓尼基的總督。因此阿波羅尼烏斯的家族與賽琉古四世家族建立親密的關係。當德米特里一世向羅馬元老院請求回國失敗後，他參與幫助德米特里逃跑的計劃。

## 來源
1. ↑  波利比烏斯, 歷史 31.19, 21

 本文全部或部分內容來自現已進入公有领域的作品：萊昂哈德·施密茨. . Smith, William  (编).  1: 237. 1870.